# 傑西卡·麥克盧爾救援行動
傑西卡·麥克盧爾·莫拉萊斯（Jessica McClure Morales；1987年被廣泛稱為“寶貝傑西卡”）於1987年10月14日，18個月大的她落入德克薩斯州米德蘭姑姑家的一口井中，井深22英尺（6.7米）。在接下來的56小時內，救援人員成功地將她從8英寸（20厘米）的井套管中解救出來。這個故事引起了全世界的關注，後來被改編為1989年ABC電視電影《每個人的寶貝：傑西卡·麥克盧爾的救援》 。